# 衛生福利部疾病管制署
衛生福利部疾病管制署（英語：Centers for Disease Control, Ministry of Health and Welfare，縮寫CDC），簡稱疾病管制署或疾管署，是中華民國衛生福利部的下轄機關，主責國家現代化防疫檢疫體系。

## 沿革
- 1952年，依世界衛生組織專家來臺考察建議，國立臺灣大學熱帶醫學研究所與「臺灣省衛生試驗所」合併成立「臺灣省血清疫苗研究製造所」，負責血清疫苗的研製供應。[1]
- 1971年3月17日，「內政部衛生司」升格為「行政院衛生署」，並設置「防疫處」負責傳染病防治政策規劃。[2]
- 1975年7月1日，臺灣省血清疫苗研究製造所與臺灣省傳染病研究所合併成立「行政院衛生署預防醫學研究所」，負責傳染病檢驗及相關研究發展。[3]
- 1989年7月1日，分布於臺灣本島北、中、南、東及離島，專職國際及國內傳染病檢疫工作的10個檢疫所（含2分所），合併為「行政院衛生署檢疫總所」。
- 1995年7月1日，行政院衛生署檢疫總所、行政院衛生署衛生人員訓練中心、行政院衛生署麻醉藥品經理處合署辦公大樓落成啟用，地址為臺北市中正區林森南路6號，喻台生建築師事務所設計及監造，萬利營造承造。
- 1999年7月1日，為因應傳染病型態變遷、整合防疫資源、建構防疫體系，依《行政院衛生署疾病管制局組織條例》[4]（1999年2月3日總統令公布），行政院衛生署防疫處、行政院衛生署預防醫學研究所、行政院衛生署檢疫總所合併成立「行政院衛生署疾病管制局」，局本部設於臺北市中正區林森南路6號。
- 2013年6月19日，總統令公布《衛生福利部疾病管制署組織法》[5]。同年7月23日，隨行政院衛生署改組升格為衛生福利部，疾病管制局改組為「衛生福利部疾病管制署」。

## 歷任首長
| 任別                        | 姓名                        | 就職時間                    | 卸任時間                    |                             |                             |                             |                             |                             |                             |                             |                             |
| 行政院衛生署疾病管制局 局長 | 行政院衛生署疾病管制局 局長 | 行政院衛生署疾病管制局 局長 | 行政院衛生署疾病管制局 局長 | 行政院衛生署疾病管制局 局長 | 行政院衛生署疾病管制局 局長 | 行政院衛生署疾病管制局 局長 | 行政院衛生署疾病管制局 局長 | 行政院衛生署疾病管制局 局長 | 行政院衛生署疾病管制局 局長 | 行政院衛生署疾病管制局 局長 | 行政院衛生署疾病管制局 局長 |
| --------------------------- | --------------------------- | --------------------------- | --------------------------- | --------------------------- | --------------------------- | --------------------------- | --------------------------- | --------------------------- | --------------------------- | --------------------------- | --------------------------- |
| 代理                        | 張鴻仁                      | 1999年7月1日                | 2000年5月28日               |                             |                             |                             |                             |                             |                             |                             |                             |
| 1                           | 涂醒哲                      | 2000年5月29日               | 2002年6月30日               |                             |                             |                             |                             |                             |                             |                             |                             |
| 代理                        | 江英隆                      | 2002年7月1日                | 2002年9月15日               |                             |                             |                             |                             |                             |                             |                             |                             |
| 2                           | 陳再晉                      | 2002年9月16日               | 2003年5月18日               |                             |                             |                             |                             |                             |                             |                             |                             |
| 3                           | 蘇益仁                      | 2003年5月19日               | 2004年5月19日               |                             |                             |                             |                             |                             |                             |                             |                             |
| 代理                        | 施文儀                      | 2004年5月20日               | 2004年10月17日              |                             |                             |                             |                             |                             |                             |                             |                             |
| 4                           | 郭旭崧                      | 2004年10月18日              | 2010年4月30日               |                             |                             |                             |                             |                             |                             |                             |                             |
| 5                           | 張峰義                      | 2010年5月1日                | 2013年7月22日               |                             |                             |                             |                             |                             |                             |                             |                             |
| 衛生福利部疾病管制署 署長   |                             |                             |                             |                             |                             |                             |                             |                             |                             |                             |                             |
| 1                           | 張峰義                      | 2013年7月23日               | 2014年4月30日               |                             |                             |                             |                             |                             |                             |                             |                             |
| 代理                        | 周志浩                      | 2014年5月1日                | 2014年6月16日               |                             |                             |                             |                             |                             |                             |                             |                             |
| 2                           | 郭旭崧                      | 2014年6月17日               | 2016年9月1日                |                             |                             |                             |                             |                             |                             |                             |                             |
| 3                           | 周志浩                      | 2016年9月2日                | 2023年2月21日               |                             |                             |                             |                             |                             |                             |                             |                             |
| 4                           | 莊人祥                      | 2023年2月22日               | 現任                        |                             |                             |                             |                             |                             |                             |                             |                             |

## 組織[7]
- 署長（1人，簡任第十三職等）（署長或副署長其中一人得列師(一)級）
  - 副署長（2人，簡任第十二職等）
    - 主任秘書（1人，簡任第十一職等）
    - 組長（6人，簡任第十一職等）（組長或副組長其中一人得列師(一)級）
    - 主任（7(1)人，簡任第十一職等）（中心主任或副主任其中一人得列師(一)級）
    - 研究員（24人，簡任第十職等至第十一職等）（必要時得比照副教授資格聘任）
    - 副組長（6人，簡任第十職等）
    - 副主任（8人，簡任第十職等）
    - 室主任（2人，薦任第九職等至簡任第十職等）
    - 專門委員（6人，薦任第九職等至簡任第十職等）
    - 高級分析師（1人，薦任第九職等至簡任第十職等）
      - 科長（44人，薦任第九職等）（科長員額四分之一得列師(二)級）
      - 秘書（3人，薦任第八職等至第九職等）（內1人得列簡任第十職等）
      - 技正（61人，薦任第八職等至第九職等）（內17人得列簡任第十職等，簡任技正員額總數五分之一得列師(一)級）
      - 副研究員（45人，薦任第八職等至第九職等）（必要時得比照助理教授資格聘任）
      - 分析師（3人，薦任第八職等至第九職等）
      - 視察（6人，薦任第八職等至第九職等）
      - 專員（20人，薦任第七職等至第八職等）
      - 設計師（9人，薦任第六職等至第八職等）
      - 醫師（35人，師級）（滿3人得列師(二)級1人，其餘均列師(三)級）
      - 醫事放射師、護理師、護士（200人，師級或士(生)級）（醫事放射師及護理師滿7人得列師(二)級1人，其餘均列師(三)級）
      - 助理研究員（137人，薦任第六職等至第七職等）
      - 技士（110人，委任第五職等或薦任第六職等至第七職等）
      - 科員（55人，委任第五職等或薦任第六職等至第七職等）
      - 助理程式設計師（3人，委任第五職等或薦任第六職等至第七職等）
        - 研究助理（36人，委任第四職等至第五職等）（內18人得列薦任第六職等）
        - 技佐（14人，委任第四職等至第五職等）（內7人得列薦任第六職等）
        - 助理設計師（2人，委任第四職等至第五職等）（內1人得列薦任第六職等）
        - 辦事員（8人，委任第三職等至第五職等）
        - 書記（25人，委任第一職等至第三職等）

人事室
- 主任（1人，薦任第九職等至簡任第十職等）
  - 科長（2人，薦任第九職等）
  - 視察（1人，薦任第八職等至第九職等）
  - 專員（3人，薦任第八職等至第九職等）
  - 科員（8人，委任第五職等或薦任第六職等至第七職等）
    - 辦事員（1人，委任第四職等至第五職等）

政風室
- 主任（1人，薦任第九職等至簡任第十職等）
  -     - 科長（1人，薦任第九職等）
    - 專員（2人，薦任第七職等至第九職等）
    - 科員（1人，委任第五職等或薦任第六職等至第七職等）
      - 書記（1人，委任第一職等至第三職等）

主計室
- 主任（1人，薦任第九職等至簡任第十職等）
  - 科長（2人，薦任第九職等）
  - 視察（1人，薦任第八職等至第九職等）
  - 專員（2人，薦任第七職等至第九職等）
  - 科員（9人，委任第五職等或薦任第六職等至第七職等）
    - 辦事員（1人，委任第三職等至第五職等）
    - 書記（1人，委任第一職等至第三職等）

### 內部單位
| 業務單位 - 企劃組 - 感染管制及生物安全組 - 急性傳染病組 - 慢性傳染病組 - 新興傳染病整備組 - 防疫檢疫組 - 疫情中心 - 檢驗及疫苗研製中心 | 行政單位 - 秘書室 - 人事室 - 政風室 - 主計室 - 資訊室 | 任務編組 - 公共關係室 - 預防醫學辦公室 過去任務編組 - 戰情室（已撤裁） |

### 各區域管制中心及轄區
- 臺北區管制中心：臺北市、新北市、基隆市、宜蘭縣、連江縣、金門縣
- 北區管制中心：桃園市、新竹市、新竹縣、苗栗縣
- 中區管制中心：臺中市、彰化縣、南投縣
- 南區管制中心：雲林縣、嘉義市、嘉義縣、臺南市
- 高屏區管制中心：高雄市、屏東縣、澎湖縣
- 東區管制中心：花蓮縣、臺東縣、綠島、蘭嶼

### 临时机构
- 國家衛生指揮中心（法语：Centre de commandement national de la santé）（National Health Command Center, NHCC），結合國家衛生指揮中心中央流行疫情指揮中心（Central Epidemic Command Center，簡稱CECC）、生物病原災害中央災害應變中心、反生物恐怖攻擊指揮中心及中央緊急醫療災難應變中心等功能，共同架構完整的防災啟動機制。
  - 國家衛生指揮中心中央流行疫情指揮中心（Central Epidemic Command Center，簡稱CECC），為中華民國衛生福利部疾病管制署國家衛生指揮中心轄下的非常設三級機關，負責疫情監測、防疫應變政策之制訂及推動等疫情防治必要措施[註 1]。

## 附註
1. ↑  CECC負責：
一、疫情監測資訊之研判、防疫應變政策之制訂及其推動。

二、防疫應變所需之資源、設備及相關機關（構）人員等之統籌與整合。

三、防疫應變所需之新聞發布、教育宣導、傳播媒體優先使用、入出國（境）管制、居家檢疫、國際組織聯繫與合作、機場與港口管制、運輸工具徵用、公共環境清消、勞動安全衛生、人畜共通傳染病防治及其他流行疫情防治必要措施。

### 引用
1. ↑  衛生福利部疾病管制署 （页面存档备份，存于）.沿革與成果.2014-04-30
2. ↑  衛生福利部行政組織 （页面存档备份，存于）.細說從頭.103-05-21
3. ↑  衛生福利部疾病管制署 （页面存档备份，存于）.百年榮耀‧世紀傳承：台灣百年公立疫苗製造史.1909-2014大事記
4. ↑  行政院衛生署疾病管制局組織條例.全國法規資料庫.民國 104 年 06 月 24 日
5. ↑  衛生福利部疾病管制署組織法 （页面存档备份，存于）.全國法規資料庫.民國 102 年 06 月 19 日
6. ↑  署長簡介 （页面存档备份，存于）.衛生福利部疾病管制署.2014-06-16
7. ↑   (PDF). （原始内容存档 (PDF)于2024-06-27）.
8. ↑  組織與職掌 （页面存档备份，存于）.衛生福利部疾病管制署

## 外部連結
- （繁體中文）（英文）衛生福利部疾病管制署 （页面存档备份，存于）
- 疾病管制署 - 1922防疫達人的Facebook專頁
- 1922防疫達人的Instagram帳戶
- 疾病管制署的X（前Twitter）
- YouTube上的衛生福利部疾病管制署頻道